# Liofilezés

Egy tipikus fázisdiagramon a gáz- és folyadékfázis közötti határ a hármasponttól a kritikus pontig tart. A liofilezés (kék nyíl) során kikerüljük a hármaspontot, ami általában víztelenítéskor nem lenne lehetséges.

A liofilezés, más néven liofilizálás vagy fagyasztva szárítás tartósításra szolgáló víztelenítés. Az eljárás  során először megfagyasztják a víztelenítendő anyagot, majd vákuumot idéznek elő (csökkentik a nyomást), így szakítják ki a vízmolekulákat a jégkristályból. A vízmolekulák eltávolítása hővesztéssel jár, ezért hőt közölnek a rendszerrel. A víz közvetlenül a szilárd fázisból a gáz fázisba szublimál.
Elnevezése a λύειν (lüein, oldás) és a φίλος (filosz, szeretet) szóból származik.

## Lioprotektánsok: a liofilezéskor használt védőanyagok
A fagyasztva szárított minta védelmére használt anyagok jellemzően polihidroxi vegyületek, például cukrok (mono-, di- és poliszacharidok), polialkoholok, és származékaik. A trehalóz és a szacharóz természetes lioprotektánsok. Átmeneti száraz időszakok átvészelésére számos növény-, gomba- és gerinctelen állatfaj termel trehalózt.

## A liofilezés lépései
A fagyasztva szárítás három lépésből álló folyamat. Fagyasztásból, majd két lépcsőben történő szárításból áll:
- Fagyasztás: Elektromos hűtőlapon, folyékony nitrogénben vagy szén-dioxid permet alkalmazásával lefagyasztják a szárítani kívánt anyagmintát.
- Szublimálás: A vízmolekulákat addig „szaggatják” a kristályrácsból, amíg jég van a mintánkban. Eközben a rendszerrel hőt közölnek, a távozó vízmolekulák okozta hőmérséklet-csökkenést ellensúlyozandó.
- További melegítés: A maradék vizet melegítéssel elpárologtatják, végül megfelelő adalékokkal stabilizálják a mintát.

## A fagyasztva szárított anyagok tulajdonságai
Ha a liofilezett anyagokat meg tudjuk óvni a vízfelvételtől, akkor hűtés nélkül, szobahőmérsékleten tárolható éveken keresztül, anélkül, hogy megromlana. Ez annak köszönhető, hogy víz hiányában nem élnek meg rajta mikroorganizmusok, és vízmentes közegben az enzimek sem működnek, amelyek egyébként lebonthatnák az anyagot.
Emellett a liofilezés sokkal kevésbé károsítja a tartósított anyagokat, mint más, magasabb hőmérsékleten végzett vízelvonó módszerek. A fagyasztva szárítás általában nem jár a szárított anyag megkeményedésével vagy zsugorodásával. Az íz- és illatanyagok is változatlanul megmaradnak, ezért használják a módszert előszeretettel élelmiszerek tartósítására is. 
A liofilezett termékek gyorsan és könnyen rehidratálhatók, mert a liofilezés során mikroszkopikus pórusok keletkeznek. Ez különösen fontos a gyógyszeripari alkalmazásokkor.

## Alkalmazása

### A gyógyszeriparban
A gyógyszeriparban például vakcinák tartósítására használják. Víztelenítve, fiolába zárva könnyen tárolható, szállítható és sokáig eltartható lesz az anyag, felhasználáskor pedig csak fel kell oldani.

### Az élelmiszeriparban

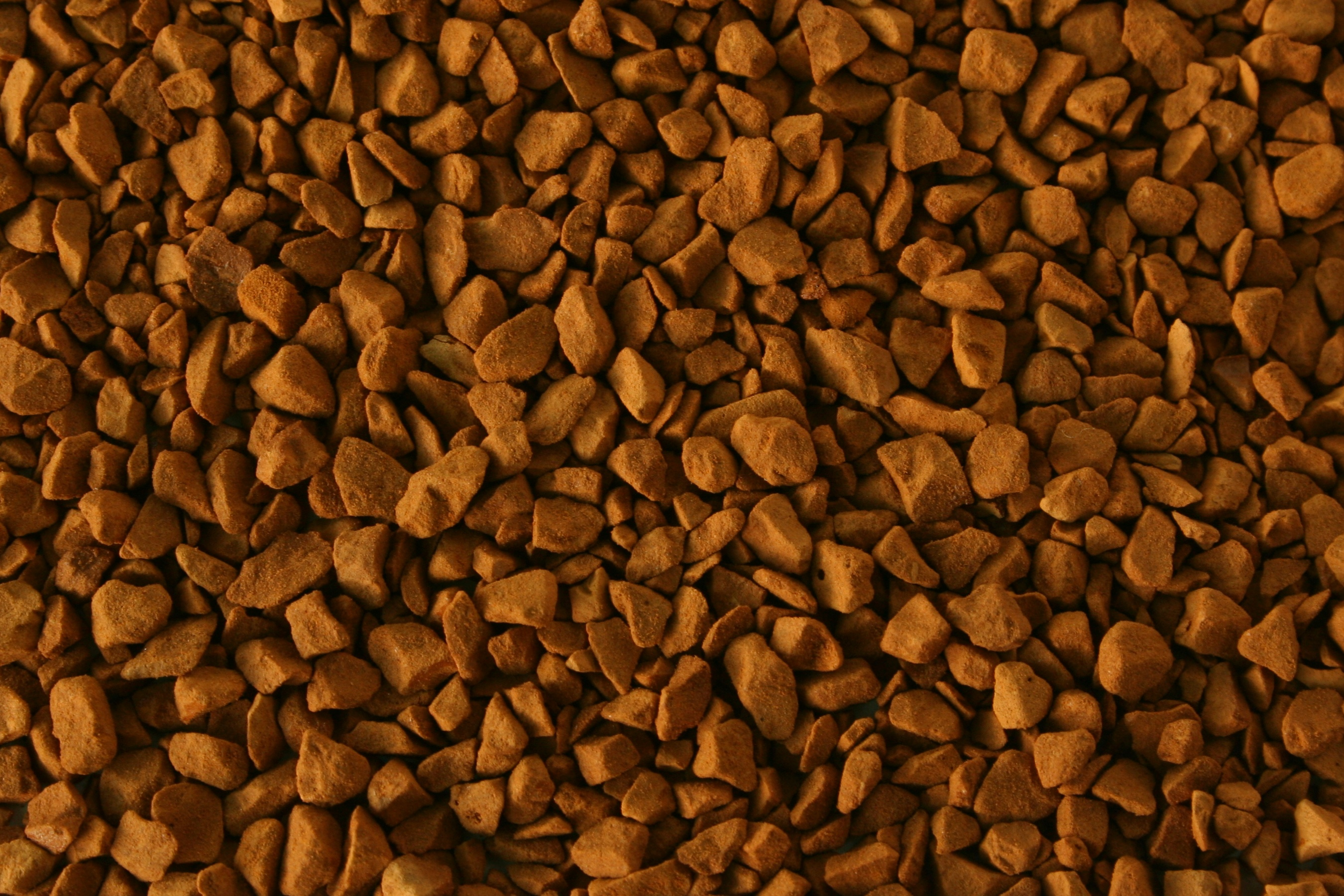
Instant kávé

Az űrhajósok csemegéje például liofilezett fagylalt. Túrázók körében is népszerű, kényelmes megoldás: a liofilezéssel elérhető tömeg jóval kisebb, mint az egyéb módon tartósított élelmiszereké. Az instant kávét (teát, kakaót stb.) is gyakran ezzel a módszerrel víztelenítik. Egyelőre még a gyógyszeriparban és a biotechnológiában elterjedtebb a használata, mert költséges eljárás.

### Abiotechnológiábanés a vegyiparban
A kémiai szintézissel előállított termékeket gyakran liofilezik, hogy stabilabbak legyenek, vagy könnyebb legyen ezeket később vízben feloldani. 
Biomolekulák elválasztására is használható, mert könnyen eltávolíthatók vele az oldószerek. Olyan kis molekulatömegű anyagokat is nagy sűrűségben nyerhetünk ki a módszer segítségével, amiket másként nem tudnánk könnyen kiszűrni.
A liofilezés viszonylag drága eljárás. Ez az egyéb, elválasztásra szolgáló technikáknál használt felszerelés árának körülbelül a háromszorosát jelenti, és jóval több energiát is igényel, ami szintén pénzbe kerül. Emellett hosszadalmas és körülményes módszer, például ha túl sok hőt közlünk a rendszerrel, a kezelt anyag szerkezete deformálódhat, a minta megolvadhat. Ezért az eljárást elsősorban hőérzékeny anyagok (fehérjék, enzimek, vitaminok, sejtek, mikrobák) víztelenítésére használják.

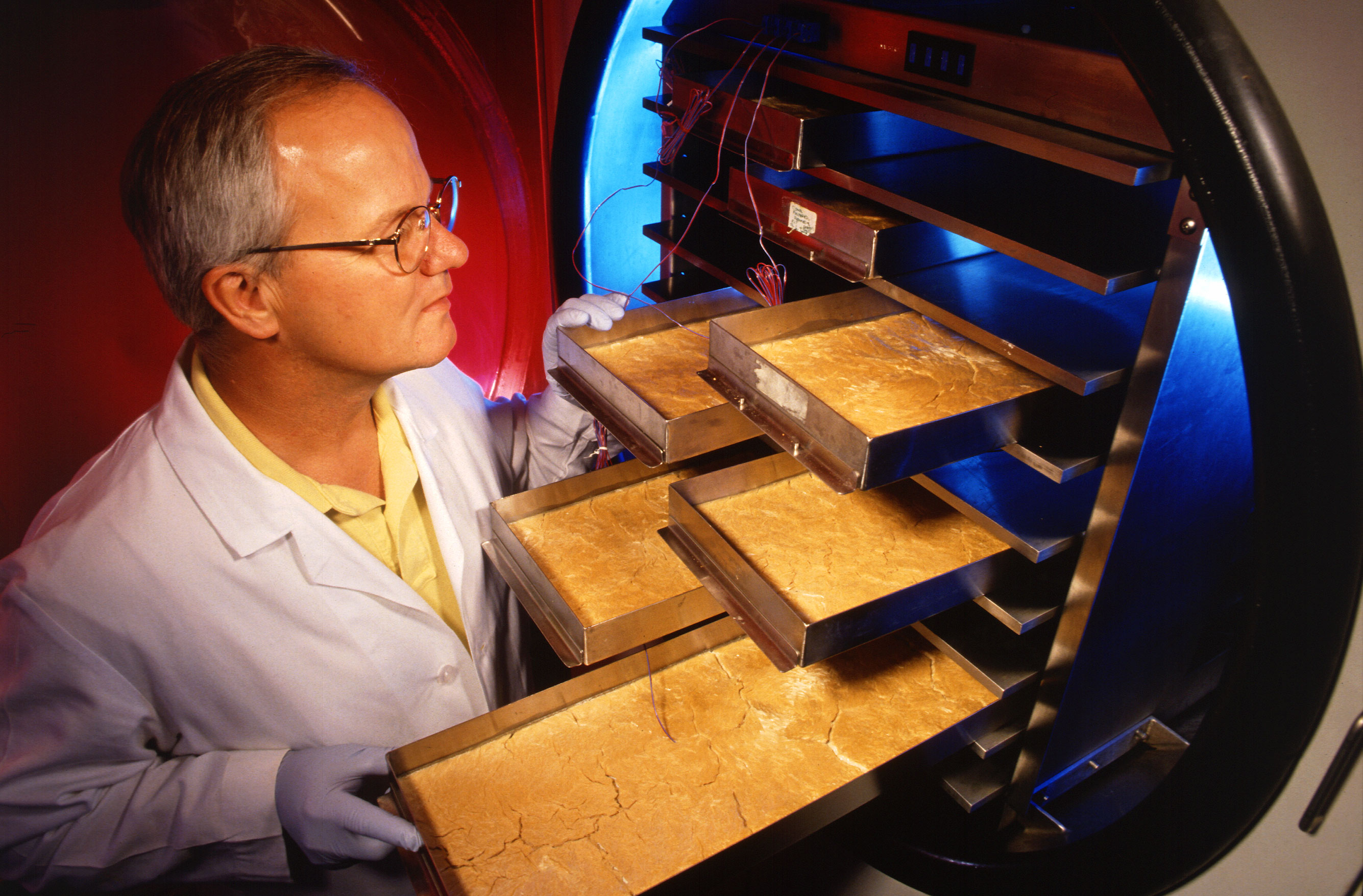
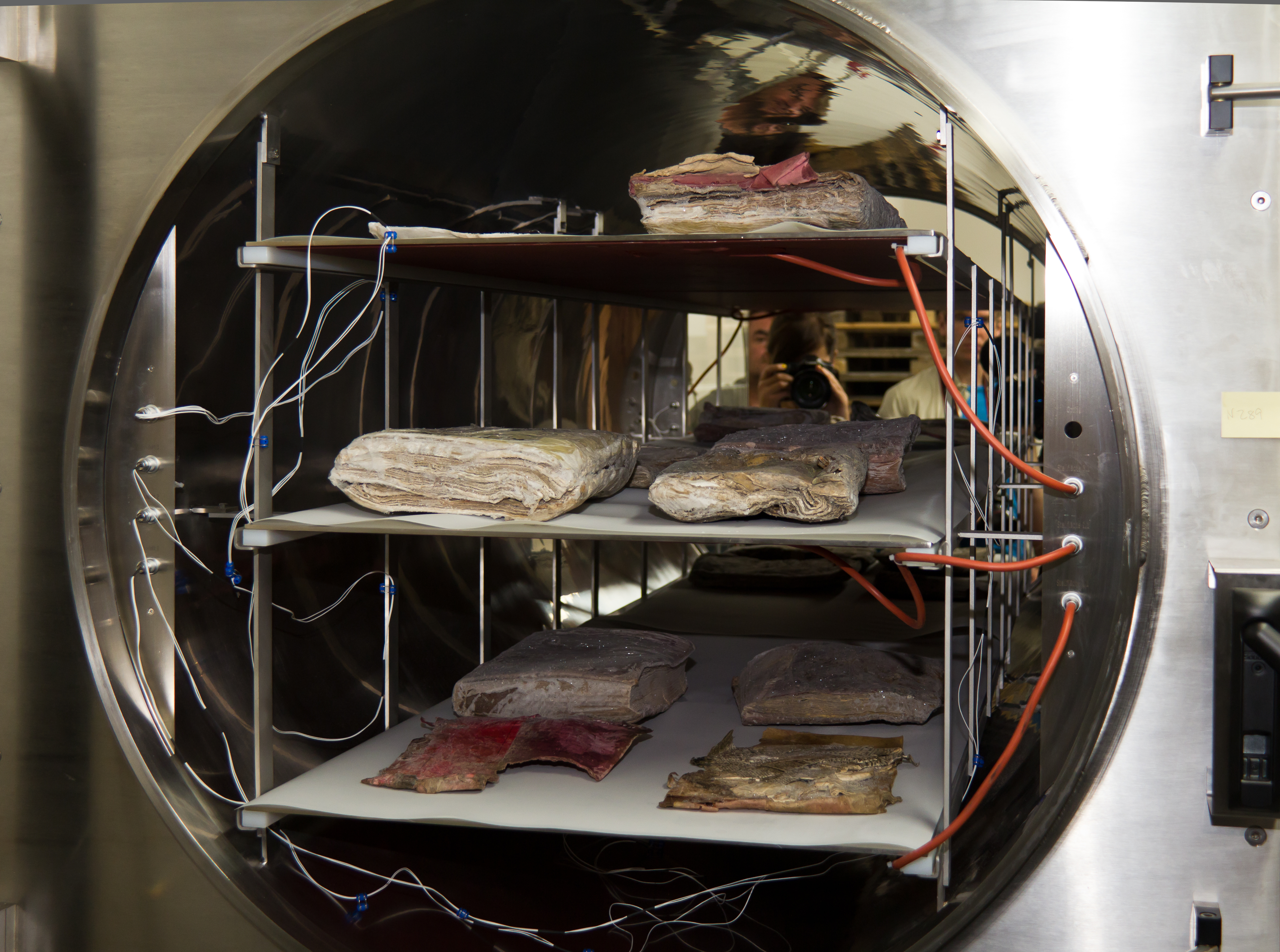
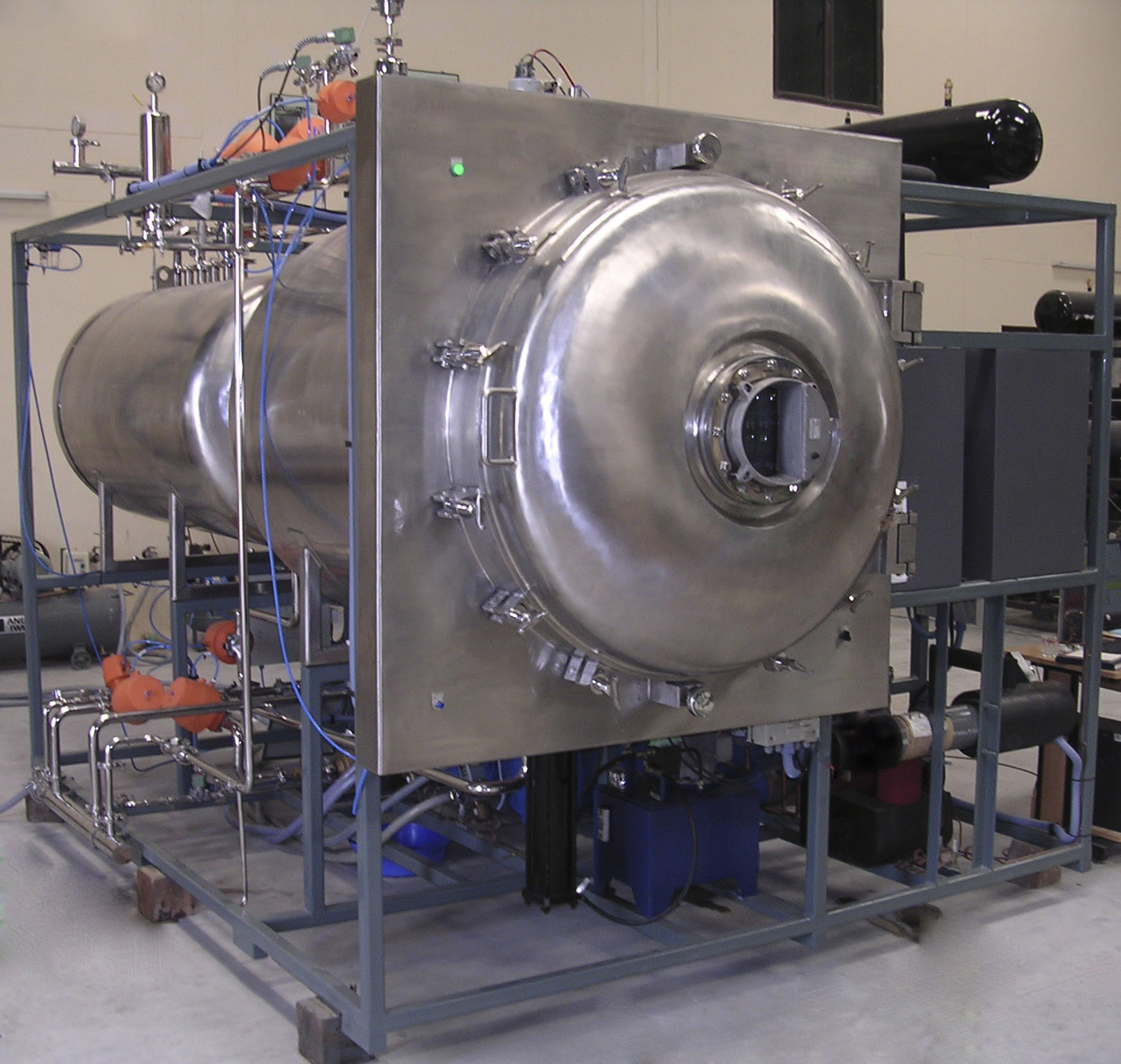
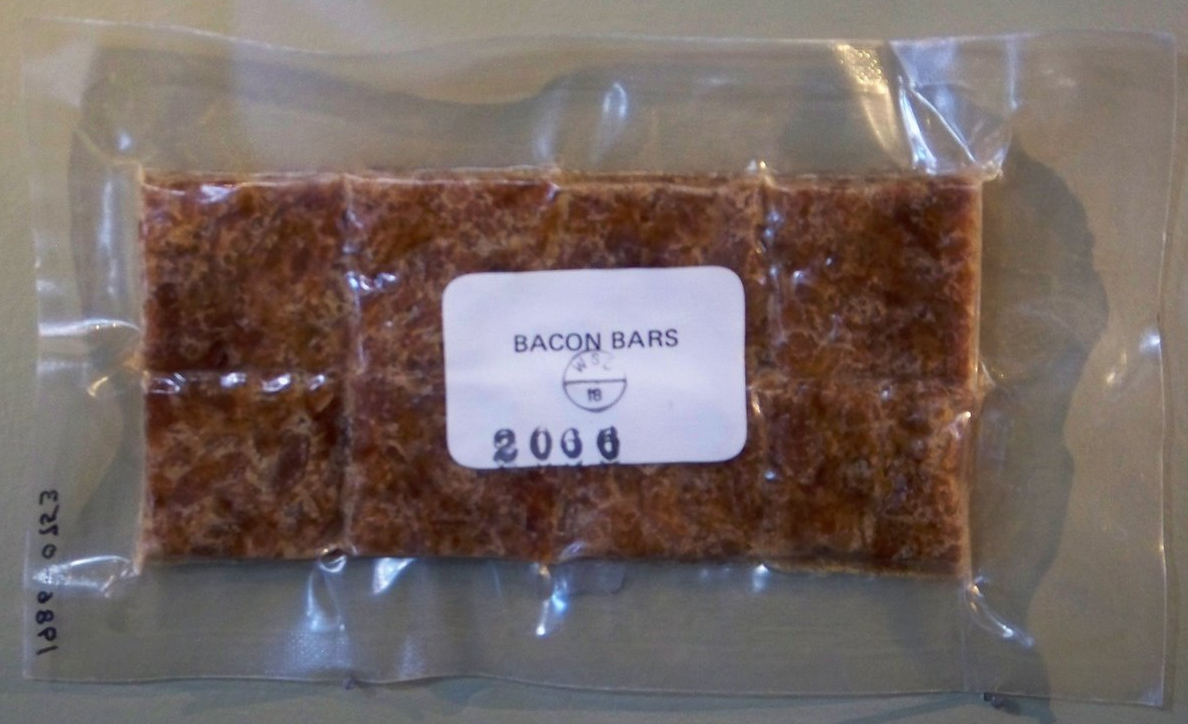

## Külső hivatkozások
- https://web.archive.org/web/20080122013127/http://millrocktech.com/Products/freeze-dryer.aspx
- https://web.archive.org/web/20141218084702/http://superiorfreezedry.com/
- http://www.ftssystems.com/Smartfreezedryerstech.htm Archiválva 2008. január 9-i dátummal a Wayback Machine-ben
- http://www.freeze-drying.eu
- http://www.virtis.com/products/index.jsp Archiválva 2008. április 9-i dátummal a Wayback Machine-ben
- http://www.hullcompany.com/index.jsp Archiválva 2007. szeptember 29-i dátummal a Wayback Machine-ben
- http://home.howstuffworks.com/freeze-drying.htm/printable
- http://inventors.about.com/library/inventors/blfrdrfood.htm%5B%5D
- http://www.fda.gov/ora/inspect_ref/igs/lyophi.html
- https://web.archive.org/web/20060417083046/http://www.rpi.edu/dept/chem-eng/Biotech-Environ/LYO/index.html
- https://web.archive.org/web/20070306195145/http://www.technalysis.us/freeze_dry_software.htm /
- https://web.archive.org/web/20080210185753/http://www.serail.com/rubrique_technologies/unifluid.htm
- http://www.genevac.co.uk/products/lyophilisation.html Archiválva 2007. szeptember 25-i dátummal a Wayback Machine-ben
- https://web.archive.org/web/20071015091209/http://www.adixen.com/adixen_avt/download/docs/docpress/doc72.pdf
- Armansyah H. Tambunan, 2000. The optimal operating condition for an energy efficient freeze-drying process. Proceedings of the 12th international Drying Symposium (IDS2000), paper 205.
- Emad Kh., Al-Shakarchi, 2000. Designing of freeze drying apparatus by self-originated devices. Proceedings of the 12th international Drying Symposium (IDS2000), paper 11.
- José Roberto D. Finzer, S. I. P. Bianchi and E. Valduga, 2000. Mushrooms drying by: Freeze drying and stove with air circulation. Proceedings of the 12th international Drying Symposium (IDS2000), paper 377.
- Sagara, Y. and Ichiba, J., 1994. Measurement of transport properties for the dried layer of Coffee solution undergoing freeze drying. Drying Technology, 12(5), p. 1081-1103.
- Liapis, A.I. and R. Bruttini, 1995. Freeze drying, in handbook of industrial drying, Vol.1., Marcell Dekker Inc., p.309-343.